# 허백련
허백련(許百鍊, 1891년 11월 2일~1977년 2월 15일)은 대한민국의 화가이다. 본관은 양천이며, 전라남도 진도군 출생이다. 호는 ‘의재(毅齋)’이다.

## 약력
1911년에서 1920년까지 사숙(私塾)에서 한학(漢學)을 배우다가, 도일 후 1923년부터 1925년까지 일본 메이지 대학에서 공부했다. 1922년 제1회 조선전람회에서 〈추경산수〉(秋景山水)로 1등 없는 2등상을 받았으며, 1925년에서 1926년까지 소실취옹(小室翠翁)의 문하에서 여러 화가들과 교유하면서 작품에 심취했다.
1935년부터 1937년까지 조선전람회에서 수석상을 받았다. 1953년 광주농업고등기술학교 교장을 지냈다.
1947년에 대한민국미술전람회[국전]가 시작되자 추천 작가.초대작가로 추대되고, 심사위원을 역임하였다. 1955년 전라남도 문화상 수상하였고, 1955년에서 1959년까지 국전 심사위원을 역임하였다. 1959년에 예술원 회원이 되었고, 1960년 대한민국예술원 회원이 되었고, 1962년 문화훈장을 받았다. 1966년 예술원상 미술부문을 받았고, 1973년 회고전을 가졌다. 대한민국 정부로부터 국민훈장 무궁화장을 받았다.
만년은 광주(光州)의 무등산록의 산골짜기에 묻혀 자연을 벗삼아 차(茶)를 가꾸며 보냈다.
그의 화풍은 산수·사군자·서 모두 필획(筆劃)이 생동하는 힘과 초연한 기품을 보인다고 평가된다. 작품으로 〈모추〉(暮秋) 등이 있다.

## 가족
- 부친 : 허동언(許東彦)
- 모친 : 박동예(朴東禮)
- 넷째 동생 : 허행면(許行冕 1906 ~ 1966 화가)
  - 조카 : 허대득(許大得 1932 ~ 1993 화가)
    - 손자 : 허달용(許達傭 1964 ~ 화가)
- 아들 : 허진득(許診得 1931 ~ 2012 前 동신대 이사장)
  - 손자 : 허달재(許達哉 1952 ~ 화가)

## 기타
- 그의 작품은 의재미술관에 전시되어 있다.
- 국립광주박물관에서 그의 화풍을 소개로 하여 전시를 연다.

## 같이 보기
- 의재미술관
- 허백련춘설헌

## 참고 문헌
- 이 문서에는 다음커뮤니케이션(현 카카오)에서 GFDL 또는 CC-SA 라이선스로 배포한 글로벌 세계대백과사전의 내용을 기초로 작성된 글이 포함되어 있습니다.